# Osvaldo Bagnoli
Osvaldo Bagnoli (ur. 3 lipca 1935 w Mediolanie) – włoski piłkarz występujący na pozycji pomocnika oraz trener. 
W Serie A rozegrał 110 spotkań i zdobył 12 bramek. 
Jako trener zdobył z Hellasem mistrzostwo Włoch w 1985.